# Robert Lahiff
Robert Lahiff (* 9. März 1909 im Townland Cloone, Gort, County Galway; † 8. März 1975) war ein irischer Politiker der Fianna Fáil. Er war zwischen 1948 und 1951 sowie von 1953 bis 1957 Teachta Dála (Abgeordneter) des Dáil Éireann war, des Unterhauses, und von 1957 bis 1965 Mitglied des Seanad Éireann, des Oberhauses des irischen Parlaments (Oireachtas). 

## Leben
Lahiff war Landwirt. Er konnte bei den Wahlen 1948 erstmals für den Wahlkreis Galway South erstmals einen Sitz erringen, den er jedoch bei den Wahlen 1951 nicht verteidigen konnte. Allerdings gelang es ihm schon bei den Wahlen 1954 zurückgewinnen konnte. Als er bei den Wahlen 1957 erneut seinen Sitz verlor, wurde er über die Landwirtschaftsliste in den Seanad Éireann gewählt. Bei den Wahlen zum Seanad 1965 wurde er nicht mehr gewählt. 